# سنگ یادبود خواسک
سنگ یادبود خواسک یا سنگ‌نوشته اردوان یک سنگ یادبود مربوط به سال‌های پایانی شاهنشاهی اشکانی است. این اثر به‌فرمان اردوان چهارم، واپسین شاهنشاه اشکانی برای خواسک، فرماندار شوش تهیه شد. کاربرد دقیق این اثر مشخص نیست؛ ولی احتمالاً یک سنگ مزار محسوب می‌شود. روی آن شش سطر نوشته به زبان پارتی درج‌شده که جزو واپسین شواهد پیشا ساسانی این زبان به‌حساب می‌آید.

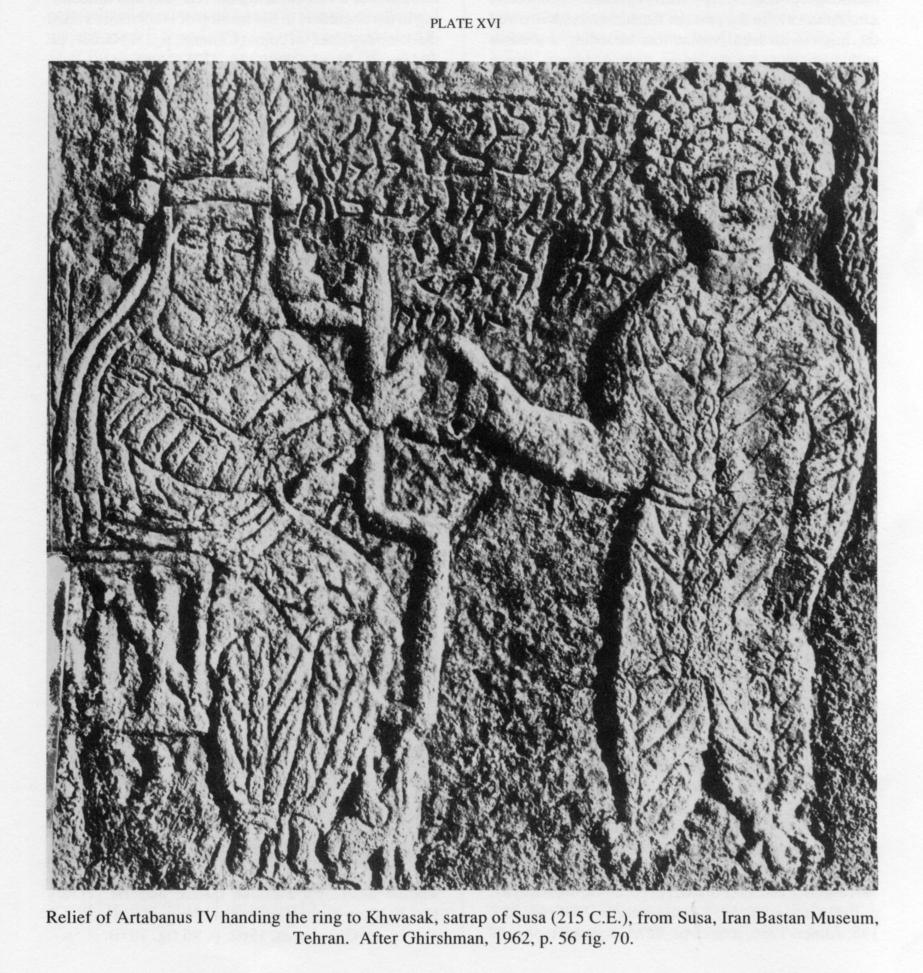
نگاره قدیمی از سنگ یادبود خواسک. سنگ‌نوشته پارتی میان نقوش اردوان و خواسک قرار دارد.

سنگ یادبود خواسک در سال ۱۹۴۷ در شوش شناسایی شد و امروزه در موزه ملی ایران نگهداری می‌شود. روی سنگ، نقش اردوان با تاج و نشسته بر تخت شاهی درحال اهدای دیهیم یا حلقه‌ای به خواسک دیده می‌شود. تاریخ ذکرشده روی سنگ «سال ۴۶۲، ماه اسفند، روز مهر» است که برابر می‌شود با ۱۴ سپتامبر سال ۲۱۵ م. سال یادشده بر مبنای گاه‌شماری اشکانی است که مبدأ آن به آغاز پادشاهی ارشک یکم در ۲۴۷ پ.م بازمی‌گردد و در تقسیمات سال مشابه با گاه‌شماری اوستایی نو است.

## درون‌مایه
- در ترجمه از واژه‌های هم‌ریشه با واژه‌های متن پارتی استفاده‌شده است. هزوارش‌ها تماماً با حروف بزرگ نوشته شده‌اند.[۴]

| نویسه‌گردانی                                                                             | آوانویسی                                                                                         | ترجمه |
| --------------------------------------------------------------------------------------- | ------------------------------------------------------------------------------------------------ | --- |
| 1. ʾrtbnw MLKYN 2. MLKʾ BRY wlgšy 3. MLKYN MLKʾ BNYt 4. hnsk ZK ZY 5. hwsk šwš 6. hštrp | 1. Ardavān šāhān 2. šāh puhr Walgaš 3. šāhān šāh awestād 4. hansāk im až 5. Xwāsak Šōš 6. šahrab | ۱. اردوان شاهان ۲. شاه، پور بلاش ۳. شاهان شاه، ایستاند ۴. این سنگ یادبود از (برای) ۵. خواسک، شوش ۶. شهرب. |